# Mausoleo Imamzade (Şamaxı)
El Mausoleo Imamzade (en idioma azerí: İmamzadə türbəsi), es una mezquita en la calle Imamli en la parte central de la ciudad de Şamaxı. Es la mezquita más antigua (1370) del territorio de la República de Azerbaiyán. La mezquita fue registrada por el  Ministerio de Cultura y Turismo de la República de Azerbaiyán como monumento histórico y cultural del país.

## Historia

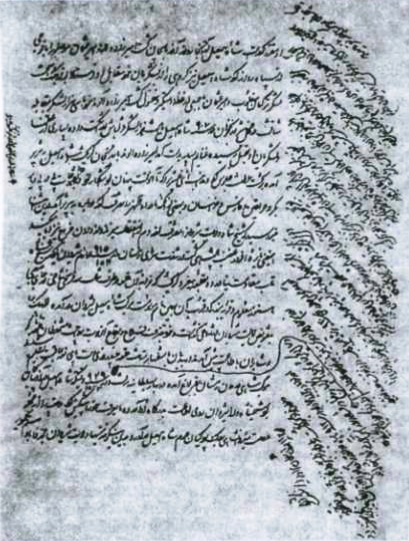
Página del manuscrito de la obra Gulistani-Irem.

Abbasgulu Bakıjanov mencionó en su famosa obra Gulistani-Irem en 1841: «En muchos sentidos, las ruinas de la aldea y los tres imamzades de alto rango en las ciudades de Şamaxı, Ganyá y Bərdə, así como el Imamzade en la aldea de Bulbule muestran que este país siempre ha sido la patria de los ancianos religiosos».
El mausoleo fue construido sobre la tumba de uno de los hijos del cuarto imán, Zeynalabdin - Allama Seyyid Mohammed Saleh al-Madirris. Además, Seyid Mirmehdi Agha Seyidali oghlu, que había trabajado aquí como akhund durante mucho tiempo, fue enterrado aquí en 1911. La mezquita fue construida en 1370 y reconstruida sobre la base del proyecto de Zivar bey Ahmadbayov en 1910-1917. Por lo general, se supone que la mezquita se ha reconstruido cinco veces. En 1991 fue restaurada bajo la dirección del akhund, Haji Elshan Rustamov, donde es posible que 400 personas puedan adorar al mismo tiempo.
El complejo de la mezquita consta de tres partes: la mezquita, el mausoleo donde Allama Seyyid Mohammed Saleh al-Madirris fue enterrado y el lugar de culto .